# Leon van den Hoven
Leon van den Hoven (Auckland, 20 aprile 2000) è un calciatore neozelandese, centrocampista del Birkenhead Utd.

## Caratteristiche tecniche
È un trequartista.

## Carriera

### Club
Ha giocato nella prima divisione neozelandese; con la maglia dell'Eastern Suburbs ha inoltre anche giocato 3 partite nella OFC Champions League 2020.

### Nazionale
Con la nazionale Under-20 neozelandese ha preso parte al campionato mondiale di calcio Under-20 2019.